# Dama d'Ivori
La Dama d'Ivori va ser una líder de la societat de l'Edat del coure ibèrica. Les seves restes van ser localitzades el 2008 al jaciment de Valencina (3.200-2.300 aC) en una tomba exclusiva per ella amb un aixovar funerari excepcionalment ric. Cap home va ocupar un estatus similar a la seva època.
La Dama d'Ivori va ser una destacada líder. Va morir quan tenia entre 17 i 25 anys. Durant la seva vida va experimentar una alta exposició al cinabri, el que es relaciona amb els rituals religiosos i pot indicar que entre les seves funcions hi havia la de ser una mena de sacerdotessa. Va ser enterrada en un espai singular en un moment en què habitualment les pràctiques funeràries eren col·lectives i que no es valorava l'estatus social pel naixement, sinó pel mèrit personal. No va tenir una vida còmoda, sinó que a banda del carisma i les habilitats, duia a terme un treball dur, segons mostra l'anàlisi dels ossos.
La tomba destaca per la seva riquesa i amplitud, no se n'ha trobat cap altre de similar. El seu cos es va envoltar amb un plat de ceràmica amb vi i cannabis, un punxó de coure, un ullal d'elefant d'1,8 kg i altres objectes de pedra foguera i ivori. Un temps després a l'espai es va fer una ofrena amb pissarra i altres plats de ceràmica i objectes d'ivori, com un punyal. Al seu voltant en un radi de 35 metres no es va enterrar ningú més durant més de 300 anys, el que indica que el seu record es va mantenir durant entre 8 i 10 generacions.
Entre 50 i 100 anys després de la mort de la Dama d'Ivori es va construir el recinte funerari del Tholos de Montelirio. Situat a menys de 100 metres de distància de la seva tomba, es van enterrar 20 persones en una sala, dos en una altra, i tres al passadís d'accés. Almenys 15 de les persones eren dones i totes tenien entre 20 i 35 anys. Els cossos foren enterrats també amb ofrenes, algunes procedents de la tomba de la Dama d'Ivori, el que assenyala una relació directa entre els dos recintes.
En un primer moment, el 2008, es va dir que era un home. Es va determinar que era una dona 15 anys després del seu descobriment, el 2023, a través d'una tècnica científica basada en l'anàlisi dels pèptids, que són molècules formades per aminoàcids en l'esmalt dental.